# 김해 사충단
김해 사충단(金海 四忠壇)은 대한민국 경상남도 김해시 동상동에 있는 묘단이다. 1990년 12월 20일 경상남도의 기념물 제99호 사충단으로 지정되었다가, 2018년 12월 20일 현재의 명칭으로 변경되었다.

## 현지 안내문
조선시대 선조 25년(1592) 4월에 일어난 임진왜란 때 의병을 일으켜 지키다 전사한 김득기, 송빈, 유식, 이대형 선생의 공을 기리기 위하여 고종의 명으로 8년 (1871)에 건립한 묘단이다. 처음에는 동상동 873번지에 있었던 것을 김해의 도시계획으로 동상동 227-6, 228번지로 옮겨 세운 것을 또다시 동상동 161번지 일원에 확장 이건하였으며 매년 음력 4월 20일 추모제를 지내고 있다.가야로405번안길 22-9 (동상동)

## 참고 자료
- 김해 사충단 - 국가유산청 국가유산포털